# Vi har ett budskap, ett enkelt budskap
Vi har ett budskap, ett enkelt budskap är en sång med text  av John Gowans och översatt till svenska av Göran Larsson.
Sången finns publicerad som:
- Nummer 139 i Sångboken 1998.
- Nummer 451 i Sång och spel